# Výhon (Dyjsko-svratecký úval)
Výhon (355 m n. m.) je nejvyšší vrchol Dyjsko-svrateckého úvalu. Nachází se v okrese Brno-venkov, na katastrálních územích obcí Blučina, Nosislav a Židlochovice. Výhon je významný z hlediska paleontologického, kulturně historického, zoologického či botanického. Na jeho území byl v roce 2002 vyhlášen Přírodní park Výhon. Od roku 2009 stojí na vrcholu rozhledna Akátová věž. Od roku 2018 se nachází na druhém vrcholu Výhonu ekumenický kříž.

## Lokalita
Výhon je nápadnou geomorfologickou dominantou při okraji nivy řeky Svratky jižně od Brna vystupující nad hladinu řeky o více než 170 metrů a tím je také nejvyšším vrchem Dyjsko-svrateckého úvalu.
Prudké svahy jsou dnes charakterizovány mozaikou vinohradů, intenzívních a extenzívních sadů, políček a zahrad, travnatých mezí podél cest a stepních travnatých lad. Na rovinatějších místech, především v horních partiích Výhonu, jsou velké plochy vinohradů a orné půdy. Několik menších lesíků nemá přirozenou druhovou skladbu dřevin a je poznamenáno výsadbami trnovníku bílého - akátu (Robinia pseudoacacia) a borovice lesní (Pinus sylvestris).

## Dva vrcholy Výhonu
Výhon má vrcholy dva. Nejvyšší partií je protáhlý hřeben ve směru od severozápadu k jihovýchodu. Na místě, které se tradičně považuje za nejvyšší vrchol a kde je umístěna rozhledna Akátová věž (dříve zde byla i pozorovatelna), je trigonometrický bod č. 4423-28 (na žulovém kamenin 25×25 cm je uveden rok 1921) s udávanou výškou 354,55 m n. m. Na geodetických údajích, které se vedou k tomuto bodu, je název „Vejhon“, nikoliv Výhon. V blízkosti ekumenického kříže (cca 710 metrů jihovýchodně) je zhušťovací bod (pomocný bod k trigonometrickému bodu) č. 4423-232, ke kterému se uvádí výška 355,38 m n. m. Zde je skutečný vrchol Výhonu, byť s horším rozhledem.

## Geologie
Výhon je jednou z nejbohatších třetihorních paleontologických lokalit na Moravě. Z geologického hlediska je budován terciérními mořskými sedimenty spodního bádenu, vystupujícími v centrální a severní části elevace a sedimenty karpatu, nacházejícími se v jižní a východní části. Horniny obou jednotek jsou často překryty pleistocenními sprašemi mnohdy značné mocnosti.

## Archeologie
Výhon je nejvyšší a morfologicky nejvýraznější elevací, nacházející se na spojnici dvou v pravěku nejhustěji osídlených oblastí, brněnskou kotlinou a Pavlovskými vrchy. Proto také byla jeho strategická poloha od pradávna často vyhledávána.
První osídlení se datuje do období paleolitu. Z této doby známe v prostoru Výhonu 7 lokalit, z nichž jsou nejvýznamnější Cezavy s nálezem mamutí spodní čelisti, zlomku klu a kostí. Z období neolitu bylo zatím objeveno 6 lokalit. Největší význam má sídliště kultury lineární keramiky z Cezav. Doba bronzová je na Výhonu zastoupena 8 lokalitami (kultura únětická, věteřovská, středodunajská mohylová kultura, velatická fáze popelnicových polí).
V letech 1948–1960 zde probíhal systematický archeologický průzkum, který byl obnoven v roce 1983 a trvá dodnes.

## Vinařství na Výhoně
Větší ekonomický zájem o Výhon přinesl až rozvoj vinohradnictví a s tím i vinařství obecně. Možná už od časů římských legií (stanoviště u Mušova), ale není to pro Výhon doloženo. Zpráv nemáme ani z dob tzv. velkomoravského státu (jen domněnky), ani z doby zakládání nejstarších klášterů na Moravě (např. klášter v Rajhradě). Doloženy vinohrady na Výhoně máme až ve druhé polovině 14. století. Roku 1365 vlastnilo 36 měšťanů brněnských v Židlochovicích, tj. na Výhoně, své vinohrady a sklepy. Markrabě Jošt Lucemburský udělil roku 1379 Židlochovicím své horenské právo (podle práva Falkenštejnského). V tomto výnosu nazývá v preambuli Výhon "horou Královskou".